# Batalha de Mizushima
A Batalha Naval  de Mizushima ocorreu em 17 de Novembro 1183, foi uma das Batalhas da Guerras Genpei do final do Período Heian da História do Japão.
Em 13 novembro de 1183, Minamoto no Yoshinaka saiu de Kyoto depois de vencer a Batalha de Shinohara avançando para o oeste em território Taira, mas eles foram interceptados  na  Bahia de Mizushima (próximo a atual cidade portuária de Kurashiki), na Província de Bitchū, em Honshū.
Mizushima é o exemplo clássico de como os guerreiros japoneses não tinham qualquer pretensão para táticas navais e lutavam nos navios como fossem apenas uma extensão de terra seca. Os navios Taira foram presos uns aos outros, e pranchas de madeira foram estendidas por todo lado, para que toda a frota se transforma-se numa superfície plana para os guerreiros. A batalha começou com arqueiros enviando uma chuva de flechas sobre os barcos Minamoto , e quando os barcos ficaram perto o suficiente, punhais e espadas foram sacados, e os dois lados se envolveram num combate corpo-a-corpo. Finalmente, os Taira, que havia trazido seus cavalos totalmente equipados nos navios, nadaram até a costa, com seus corcéis, e perseguiram os guerreiros Minamoto restantes.